# Carla Gugino
Carla Neill Gugino (Sarasota, 29 de agosto de 1971) é uma atriz norte-americana. Ela é conhecida por seus papéis como Ingrid Cortez na trilogia Spy Kids, Sally Jupiter em Watchmen, Dr. Vera Gorski em Sucker Punch e os personagens principais da série de televisão, Karen Sisco e Threshold. Seu trabalho no cinema inclui papéis em Night at the Museum, American Gangster, Race to Witch Mountain, Mr. Popper's Penguins e San Andreas. Chamou a atenção da critica em 2020 e nos anos subsequentes por suas parcerias com o diretor Mike Flanagan onde foi elogia pelo seu desempenho nas minissérie The Haunting of Hill House, The Haunting of Bly Manor e The Fall of the House of Usher e no  filme Gerald's Game.

## Biografia
Carla Neill Gugino nasceu em 29 de agosto de 1971 em Sarasota, Flórida, filho de Carl Gugino, um ortodontista de ascendência italiana, e Susan Gugino, de ascendência inglesa e irlandesa,  descrita como " boêmia ". Depois que seus pais se separaram quando ela tinha dois anos,  ela viajou entre a casa de seu pai em Sarasota e seu meio-irmão Carl Jr., e a casa de sua mãe em Paradise, Califórnia.
Ela disse sobre sua criação: "Eu morava em uma tenda no norte da Califórnia e uma van em Big Sur. Com meu pai, eu morava em uma linda casa com piscina e quadra de tênis e ia para a Europa nos verões. Então eu sinto que vivi duas infâncias." Ela trabalhou como modelo adolescente e teve aulas de atuação por sugestão de sua tia, a ex- modelo porta-voz do Let's Make a Deal , Carol Merrill.  Ela acabou se sustentando e, com a aprovação de seus pais, foi legalmente emancipada aos 16 anos.

### Carreira
O trabalho de Gugino na televisão durante o final dos anos 1980 e início dos anos 1990 incluiu aparições em Good Morning, Miss Bliss, Saved by the Bell, Who's the Boss?, ALF, Doogie Howser, MD, The Wonder Years, Webster e um papel recorrente em Falcon Crest. No cinema, Gugino apareceu no filme de Shelley Long, Troop Beverly Hills (1989), e ela coestrelou com Pauly Shore na comédia romântica Son in Law (1993). Ela apareceu no vídeo da música "Always" de Bon Jovi de 1994.
Em 1995, Gugino apareceu como Nan St. George (mais tarde a Duquesa de Trevenick) com Greg Wise e James Frain na minissérie da BBC The Buccaneers, uma adaptação do último romance de Edith Wharton. Ela interpretou Ashley Schaeffer, o interesse amoroso do personagem de Michael J. Fox, durante a primeira temporada do seriado Spin City em 1996. Ela atuou ao lado de Nicolas Cage em Snake Eyes, de Brian De Palma, e em Judas Kiss, que ela também coproduziu. Ela apareceu como Dra. Gina Simon durante a temporada final do drama médico de televisão Chicago Hope (1999–2000).
Em 2001, ela apareceu como a matriarca da família Ingrid Cortez no primeiro filme Spy Kids (assim como nas duas sequências do filme em 2002 e 2003). No mesmo ano, ela apareceu como o interesse amoroso de Jet Li no thriller de ação e artes marciais The One. Ela estrelou duas séries de TV de curta duração: o drama policial de Elmore Leonard da ABC, Karen Sisco, em 2003, e a série de ficção científica Threshold da CBS, em 2005. No mesmo ano, Gugino apareceu como Lucille na adaptação para o cinema da graphic novel de Frank Miller, Sin City. No ano seguinte, ela apareceu no filme Night at the Museum como o interesse amoroso de Ben Stiller.
Gugino fez sua estreia na Broadway na produção da Roundabout Theatre Company da peça de Arthur Miller, After the Fall, ao lado de Peter Krause. No final de 2006, ela apareceu em uma produção Off-Broadway de Tennessee Williams, Repentine Last Summer, ao lado de Blythe Danner. Gugino apareceu como Amanda, agente de Vincent Chase, em uma dúzia de episódios da série de televisão a cabo Entourage. Gugino apareceu na edição de maio de 2007 da Allure. No mesmo ano, ela apareceu no filme de ação e terror Rise: Blood Hunter e no longa-metragem American Gangster. No ano seguinte, ela interpretou a protagonista feminina no thriller Righteous Kill, ao lado de Robert De Niro e Al Pacino.
Em 2009, Gugino estrelou como Abby em Desire Under the Elms, de Eugene O'Neill, no Goodman Theater em Chicago, Illinois, pelo qual foi aclamada pela critica e publico. Durante os primeiros três meses de 2009, três longas-metragens estrearam com Gugino: o suspense The Unborn, o filme Watchmen, no qual ela interpretou Sally Jupiter, e o remake de aventura Race to Witch Mountain, no qual ela estrelou ao lado de Dwayne Johnson. Em abril daquele ano, ela recebeu uma indicação ao Outer Critics Circle Award de Melhor Atriz em uma Peça por sua atuação em Desire Under the Elms.  Mais tarde, em novembro daquele ano, ela interpretou uma atriz de filmes adultos no filme de comédia Mulheres em Apuros, que gerou uma sequência em 2010, Elektra Luxx, que leva o nome de sua personagem.
Em 2011, Gugino apareceu como Madame Vera Gorsky no filme de ação e fantasia de Zack Snyder, Sucker Punch, ao lado de Abbie Cornish e Emily Browning. Gugino cantou um dueto com o co-estrela Oscar Isaac, que apareceu nos créditos finais e na trilha sonora do filme. Ela também estrelou como convidada na quarta temporada de Californication como Abby Rhodes, advogada e interesse amoroso de Hank Moody. Em 2012, Gugino teve um papel principal como Susan Berg, uma repórter investigativa de Washington, DC, na minissérie Political Animals da USA Network. Em 2015, ela teve um papel principal no filme-catástrofe San Andreas, no qual ela mais uma vez estrelou ao lado de Dwayne Johnson.

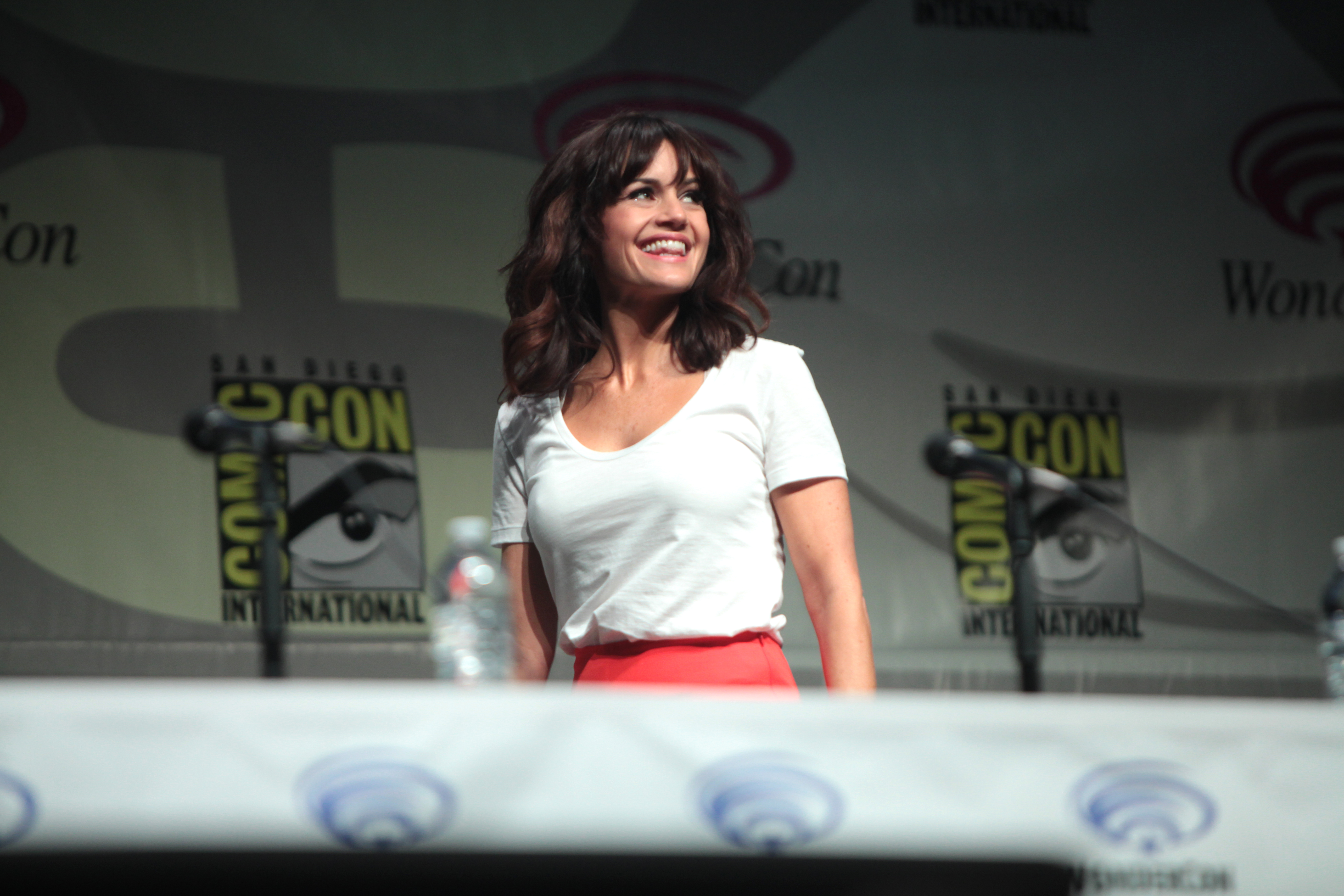
Gugino na WonderCon 2015

Em 2020, Gugino interpretou Carol em [[[Anatomia de um Suicídio]], de Alice Birch , na [Atlantic Theater Company. Nos anos seguintes firmou inumeras parcerias de sucesso com o diretor Mike Flanagan junto ao steaming Netflix, apareceu em Gerald's Game, baseado no romance de Stephen King, pelo qual recebeu criticas positivas da critica, e as minisséries de terror sobrenatural, The Haunting of Hill House (2018) no papel da matriarca da familia Crain, Olivia Crain, ao lado de Kate Siegel, Elizabeth Reaser, Henry Thomas, Victoria Pedretti, Oliver Jackson-Cohen, Michiel Huisman e Timothy Dalton, pelo qual foi aclamada pela critica e publico, The Haunting of Bly Manor (2020) como Jamie Taylor, e The Fall of the House of Usher (2023), onde novamente recebeu elogias da critica.

## Vida Pessoal
Em 1996, Gugino iniciou um relacionamento com seu colaborador, Sebastián Gutiérrez, com quem mantém um relacionamento até hoje.

## Filmografia
| Cinema | Cinema                                   | Cinema                     | Cinema         |
| Ano    | Título                                   | Personagem                 | Notas          |
| ------ | ---------------------------------------- | -------------------------- | -------------- |
| 1989   | Troop Beverly Hills                      | Chica Barnfell             |                |
| 1990   | Welcome Home, Roxy Carmichael            | Roxy Carmichael (jovem)    |                |
| 1993   | This Boy's Life                          | Norma Hansen               |                |
| 1993   | Red Hot                                  | Valentina                  |                |
| 1993   | Son in Law                               | Rebecca ' Becca' Warner    |                |
| 1995   | Miami Rhapsody                           | Leslie Marcus              |                |
| 1996   | Jaded                                    | Megan 'Meg' Harris         |                |
| 1996   | Homeward Bound II: Lost in San Francisco | Delilah                    | Voz            |
| 1996   | The War at Home                          | Melissa                    |                |
| 1996   | Wedding Bell Blues                       | Violet                     |                |
| 1996   | Michael                                  | Noiva                      |                |
| 1997   | Lovelife                                 | Amy                        |                |
| 1998   | Snake Eyes                               | Julia Costello             |                |
| 1998   | Judas Kiss                               | Coco Chavez                |                |
| 1999   | A Season for Miracles                    | Emilie Thompson            | Telefilme      |
| 2001   | Spy Kids                                 | Ingrid Cortez              |                |
| 2001   | The Center of the World                  | Jerri                      |                |
| 2001   | The Jimmy Show                           | Annie                      |                |
| 2001   | The One                                  | T. K. Law/Massie Walsh     |                |
| 2002   | Spy Kids 2: The Island of Lost Dreams    | Ingrid Cortez              |                |
| 2003   | The Singing Detective                    | Betty Dark                 |                |
| 2003   | Spy Kids 3-D: Game Over                  | Ingrid Cortez              |                |
| 2005   | The Life Coach                           | Carla                      |                |
| 2005   | Sin City                                 | Lucille                    |                |
| 2006   | Even Money                               | Veronica                   |                |
| 2006   | Night at the Museum                      | Rebecca Hutman             |                |
| 2007   | The Lookout                              | Janet                      |                |
| 2007   | Rise: Blood Hunter                       | Eve                        |                |
| 2007   | American Gangster                        | Laurie Roberts             |                |
| 2008   | Righteous Kill                           | Det. Karen Corelli         |                |
| 2009   | The Unborn                               | Janet Beldon               |                |
| 2009   | Sparks                                   | Robin                      | Curta metragem |
| 2009   | Watchmen                                 | Sally Jupiter/Silk Spectre |                |
| 2009   | Race to Witch Mountain                   | Dra. Alex Friedman         |                |
| 2009   | Women in Trouble                         | Elektra Luxx               |                |
| 2009   | Under the Hood                           | Sally Jupiter/Silk Spectre |                |
| 2010   | The Mighty Macs                          | Cathy Rush                 |                |
| 2010   | Elektra Luxx                             | Elektra Luxx               |                |
| 2010   | Every Day                                | Robin                      |                |
| 2010   | Faster                                   | Cicero                     |                |
| 2011   | I Melt with You                          | Laura                      |                |
| 2011   | Girl Walks into a Bar                    | Francine Driver            |                |
| 2011   | Sucker Punch - Mundo Surreal             | Dra. Vera Gorski           |                |
| 2011   | Mr. Popper's Penguins                    | Amanda Popper              |                |
| 2011   | New Year's Eve                           | Dr. Morriset               |                |
| 2012   | Hotel Noir                               | Hanna Click                |                |
| 2013   | By Virtue Fall                           | Atriz                      |                |
| 2013   | Man of Steel                             | Kelor (não-creditado)      | Voz            |
| 2014   | Match                                    | Lisa                       |                |
| 2014   | Almost Heroes                            | Katherine                  |                |
| 2015   | San Andreas                              | Emma                       |                |
| 2016   | The Space Between Us                     | Kendra Wyndham             |                |
| 2016   | Batman v Superman: Dawn of Justice       | Kelor                      | Voz            |
| 2017   | Jogo Perigoso                            | Jessie Burlingame          |                |
| 2018   | Elizabeth Harvest                        | Claire                     |                |
| 2021   | Zack Snyder's Justice League             | Kelor                      | Voz            |
| TBA    | Gunpowder Milkshake                      | Mathilde                   |                |

| Televisão  | Televisão                                     | Televisão               | Televisão                                                                             |
| Ano        | Título                                        | Personagem              | Notas                                                                                 |
| ---------- | --------------------------------------------- | ----------------------- | ------------------------------------------------------------------------------------- |
| 1988       | Who's the Boss?                               | Jane                    | Episódio: 4 Prom Night II"                                                            |
| 1988       | Good Morning, Miss Bliss                      | Karen                   | Episodio: "Summer Love"                                                               |
| 1989       | ALF                                           | Laura                   | Episodio: "Standing in the Shadows of Love"                                           |
| 1989       | Saved by the Bell                             | Karen                   | Episodio: Piloto                                                                      |
| 1989–1990  | Falcon Crest                                  | Sydney St. James        | 11 episódios                                                                          |
| 1990       | Ferris Bueller                                | Ann Peyson              | Episodio: "Stand-In Deliver"                                                          |
| 1991       | Doogie Howser, M.D.                           | Sara Newman             | Episodio: "Planet of the Dateless"                                                    |
| 1991       | The Wonder Years                              | Sandy Tyler             | Episodio: "Triangle"                                                                  |
| 1992       | Murder Without Motive: The Edmund Perry Story | Allison Connors         |                                                                                       |
| 1992       | Quantum Leap                                  | Michelle Temple Cutter  | Episodio: "Ghost Ship"                                                                |
| 1992       | Davis Rules                                   | Kathi                   | Episodio: "A Father Makes All the Difference", Episodio: "Someone to Watch Over Them" |
| 1992       | A Private Matter                              | Mary Beth               | Episodio: "Miss Sherri"                                                               |
| 1994       | Motorcycle Gang                               | Leann                   | Telefilme                                                                             |
| 1995       | The Buccaneers                                | Nan St. George          | Mini series                                                                           |
| 1996, 1998 | Spin City                                     | Ashley Schaeffer        | 12 episódios                                                                          |
| 1998       | Hotel Alexandria                              |                         | Mini series                                                                           |
| 1999       | A Season for Miracles                         | Emilie Thompson         | Telefilme                                                                             |
| 1999–2000  | Chicago Hope                                  | Dra. Gina Simon         | 23 episódios                                                                          |
| 2001       | She Creature                                  | Lily                    | Telefilme                                                                             |
| 2003–2004  | Karen Sisco                                   | Karen Sisco             | 10 episódios                                                                          |
| 2005–2006  | Threshold                                     | Dra. Molly Anne Caffrey | 13 episódios                                                                          |
| 2007–2010  | Entourage                                     | Amanda Daniels          | 12 episódios                                                                          |
| 2010       | Californication                               | Abby                    | Temporada 4; 10 episódios                                                             |
| 2011       | Hide                                          | Warren                  | Telefilme                                                                             |
| 2012       | Justified                                     | Karen Goodall           | Episodio: "Cut Ties"                                                                  |
| 2012       | Political Animals                             | Susan Berg              | Mini series; 6 episodios                                                              |
| 2012       | New Girl                                      | Emma                    | 3 episódios                                                                           |
| 2015       | Wayward Pines                                 | Kate Hewson             | 10 episódios                                                                          |
| 2015       | The Brink                                     | Joanne "Jo" Larson      |                                                                                       |
| 2016       | Roadies                                       | Shelli                  |                                                                                       |
| 2018       | The Haunting of Hill House                    | Olivia Crain            | Papel principal (10 eposódios)                                                        |
| 2019       | Jett                                          | Daisy "Jett" Kowalski   | Papel principal (9 eposódios)                                                         |
| 2020       | Manhunt: Deadly Games                         | Kathy Scruggs           | 6 episódios                                                                           |
| 2020       | The Haunting of Bly Manor                     | Jamie / Narradora       | Recorrente                                                                            |